# الزهرا (کویت)
الزهرا یک منطقهٔ مسکونی در کویت است که در استان حولی واقع شده‌است. الزهرا ۳۲٬۰۶۴ نفر جمعیت دارد.